# رگتایم (رمان)
رگتایم رمانی نوشتهٔ ادگار لورنس دکتروف نویسندهٔ آمریکایی است که سال ۱۹۷۵ منتشرشد. این کتاب را نجف دریابندری به فارسی ترجمه کرده‌است.
ماجرای این رمان در ایالات متحده آمریکا می‌گذرد. داستان از سال ۱۹۰۰ شروع می‌شود و با ورود ایالات متحده به جنگ جهانی اول در سال ۱۹۱۷ پایان می‌پذیرد.

## درون‌مایه
رگتایم، اثری است پست مدرن که شروع انقلاب صنعتی را در آمریکا مورد نقد قرار می‌دهد. ورود مهاجران از کشورهای مختلف به آمریکا، انضباط و آرامش جامعه را بر هم زده‌است و به سودجویان و صاحبان صنایع این فرصت را داده‌است که مهاجران را به صورت اختیاری یا اجباری به عنوان نیروی کار به خدمت بگیرند. در این میان، هرکس که خود را با تحولات جدید سازگار کند، فرصت پیشرفت برای او فراهم می‌شود. اما ایستادگی در برابر این تحولات، پایانی جز شکست و نابودی ندارد.